# Mikami Akira

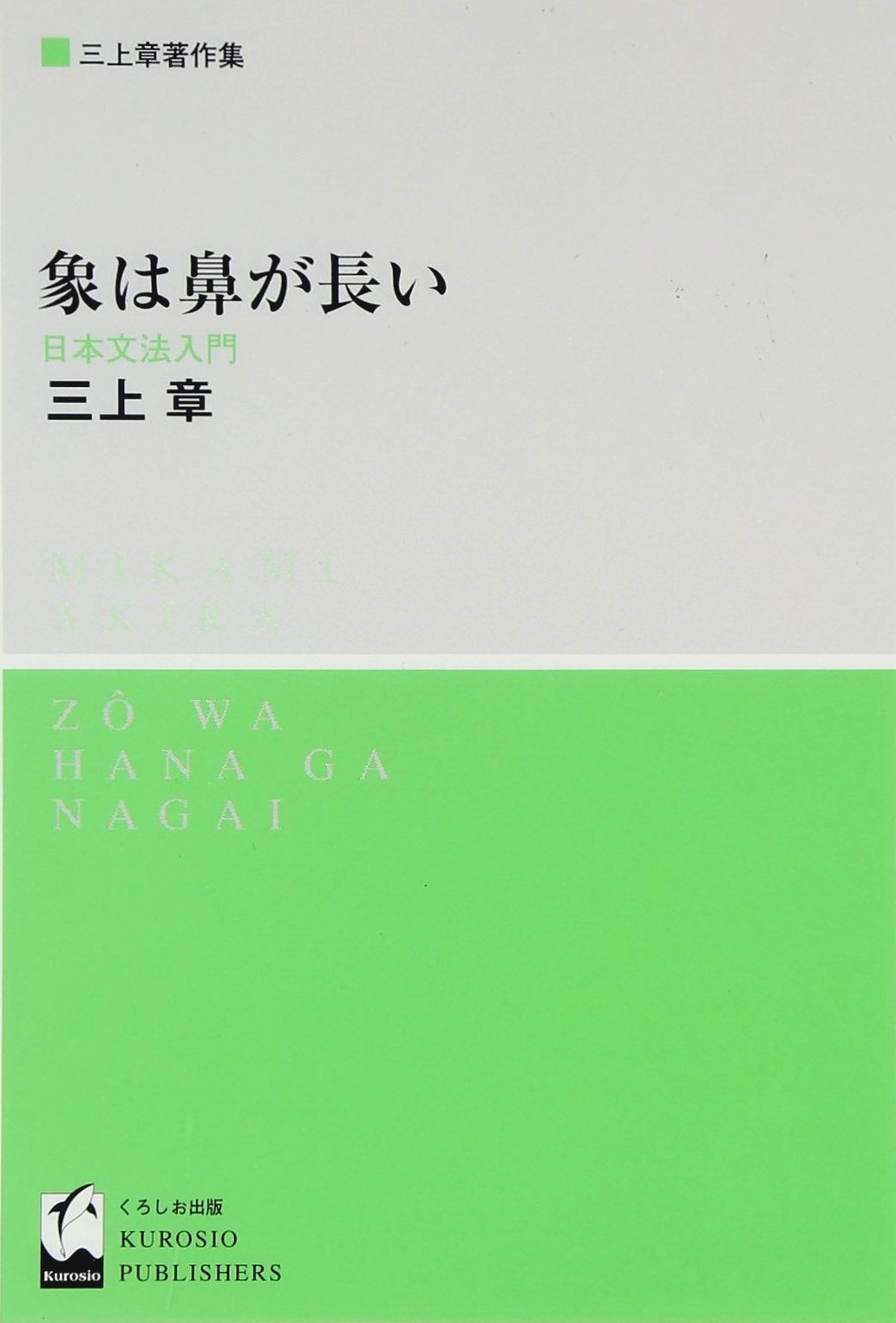
Buchtitel:
„Zō wa hana ga nagai“

Mikami Akira (japanisch 三上章; geb. 26. Januar 1903 in der Präfektur Hiroshima; gest. 16. September 1971 in Osaka) war ein japanischer Linguist.

## Leben und Werk
Mikami Akira schloss 1927 sein Studium im Fach Architektur an der Universität Tōkyō ab. Anschließend unterrichtete er Mathematik an Mittelschulen in Korea und Osaka. Von 1939 bis 1961 war er Lehrer an einer Oberschule in Osaka. In der Zeit begann er sich mit den Werken des Psychologen Sakuma Kanae (1888–1970) auseinanderzusetzen. 1960 erwarb er den Doktor-Titel, 1965 wurde er Professor an der Osaka-Ōtani-Universität (大阪大谷女子大学).
Unter dem Einfluss von Sakuma entwickelte Mikami einem neuen, kreativen Zugang zur japanischen Sprache. Vor allem seine Auffassung, das Japanische habe kein echtes Subjekt (主語, Shugo), und dieser Terminus sollte aus der Sprachbeschreibung gestrichen werden, die „Shugo-haishi-ron“ (主語廃止論), rief Aufmerksamkeit der Linguisten hervor.
Zu Mikamis Arbeiten gehören
- „Gendai gohō josetsu“ (現代語法序説) – „Einführung in die japanische Grammatik der Gegenwart“, 1953,
- „Gendai gohō shinsetsu“ (現代語法新説) – „Eine neue Erläuterung der Grammatik der Gegenwart“, 1953,
- „Zō wa hana ga nagai“ (像は鼻が長い) – „Der Rüssel des Elefanten ist lang“, 1960,[A 1]
- „Bumpō shōron-shū“ (文法小論集) – „Kleiner Essay zur Grammatik“,
- „Bumpō kyōiku no kakushin“ (文法教育の革新) – „Neugestaltung des Grammatik-Unterrichts“,
- „Nihongo no ronri“ (日本語の論理) – „Logik der japanischen Sprache“, 1963,
- „Nihongo no kōbun“ (日本語の構文) – „Syntax der japanischen Sprache“, 1963.